# Enrico Aristippo
(Ugo Falcando)
Enrico Aristippo (tra il 1105 e il 1110 – Palermo, 1162) è stato un letterato, religioso e traduttore italiano, arcidiacono di Catania e letterato attivo nella corte normanna del Regno di Sicilia. Fu uno dei primi traduttori dal greco di opere scientifiche e filosofiche di cui si abbia notizia.

## Biografia
Poco si sa della vita: a lungo fu ritenuto di etnia greca, sia per le origini calabresi, sia per il nome e l'attività di traduttore; più di recente è invece prevalsa l'ipotesi, sostenuta da Lorenzo Minio Paluello, che nega l'origine greca di Enrico; congetturale rimane invece la tesi, sostenuta tra gli altri dallo storico inglese John Julius Norwich, secondo la quale sarebbe stato di origine normanna. 
Fu arcidiacono di Catania ed ebbe rapporti importanti con la corte di Guglielmo I. La congettura del Rose, accolta da Gigante, che intende 'natione Severitanus' nel senso di 'nato a Santa Severina' (in Calabria), ignora che all'interno del territorio di Catania sorge, con storia già di età bizantina, Santa Venerina. 
Aristippo era un inviato a Bisanzio (1158-1160) quando ricevette dall'imperatore Manuele I Comneno una copia greca dell'Almagesto di Tolomeo: Uno studente della Schola Medica Salernitana incontrò Aristippo sul Monte Etna mentre osservava un'eruzione e predispose una traduzione latina dell'opera. Anche se questa è stata la prima traduzione in latino dell'Almagesto, essa non fu così influente come quella successivamente fatta da Gerardo da Cremona dall'arabo. Il manoscritto originale è probabilmente quello conservato nella Biblioteca Marciana di Venezia.
Aristippo stesso fece la prima traduzione latina del Menone (1155) e del Fedone (1156) di Platone, e del quarto libro dei Meteorologica di Aristotele. Ha anche tradotto Gregorio di Nazianzo su richiesta di Guglielmo I di Sicilia e opere di Diogene Laerzio.
Nel 1161, sotto il regno del re Guglielmo il Malo, prese il posto di Maione di Bari, assassinato l'anno precedente, nel triumvirato del Regnum, al fianco di Silvestro di Marsico e Riccardo Palmer, arcidiacono di Siracusa.
Nel 1162, Aristippo venne sospettato di infedeltà da parte del re e imprigionato. Morì probabilmente poco dopo in quello stesso anno.